# North American Agreement on Labor Cooperation
Das North American Agreement on Labor Cooperation (NAALC; deutsch Nordamerikanisches Abkommen über Arbeitszusammenarbeit) ist ein Seitenabkommen des Nordamerikanischen Freihandelsabkommens (NAFTA). Das North American Agreement on Labor Cooperation wurde am 14. September 1993 von Kanada, Mexiko und den Vereinigten Staaten von Amerika unterzeichnet und trat am 1. Januar 1994 in Kraft. Damit war das NAALC das erste Abkommen, das an ein internationales Handelsabkommen gekoppelt ist. Das NAALC sollte sicherstellen, dass die Mitgliedsstaaten die existierenden Arbeitsstandards umsetzten, ohne dabei in die souveränen nationalen Systeme einzugreifen. Die im Rahmen der NAALC gegründete Commission for Labor Cooperation ist neben der 1919 gegründeten Internationale Arbeitsorganisation (ILO) die derzeit einzige internationale Organisation, die ausschließlich den Arbeitnehmerrechten und damit verbundenen Themen gewidmet ist. Zu den Zielen des NAALC gehörten die Verbesserung der Arbeitsbedingungen und Lebensbedingungen durch die Durchsetzung von Arbeitnehmerrechten. Um diese Ziele zu erreichen, wurden mit dem NAALC eine Reihe von Grundsätzen, Verpflichtungen und Arbeitsprinzipien etabliert. Daneben finden sich Regelungen zu zwischenstaatlichen Verhandlungen, unabhängigen Evaluationen und Konfliktlösungsmechanismen für Probleme durch die unterschiedlichen nationalen Arbeitsgesetze.
Am 1. Juli 2020 trat das NAALC außer Kraft. An diesem Tag ersetzte das USMCA als Nachfolgeabkommen das NAFTA. Da das USMCA umfassendere Bestimmungen zum Schutz von Arbeitnehmerinnen und Arbeitnehmern enthält als das NAALC, vereinbarten die Parteien in einem separaten Protokoll, dass das NAALC mit dem Inkrafttreten des USMCA außer Kraft treten sollte.